# 布拉斯洛夫采市鎮

布拉斯洛夫采市鎮於斯洛維尼亞的位置

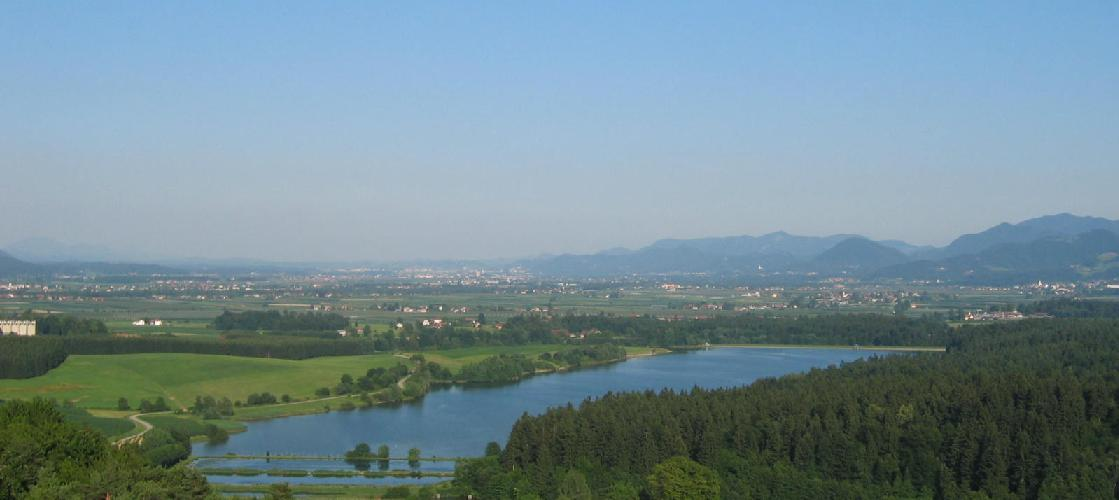
布拉斯洛夫采

布拉斯洛夫采市鎮是斯洛文尼亞中部的市镇，行政中心为布拉斯洛夫采。市镇面積为55.0平方公里，2002年人口数量为5417人。人口密度約98人/km2。

## 外部連結
- 官方网站  （斯洛文尼亚文）
- Municipality of Braslovče on Geopedia （页面存档备份，存于）